# Cratere Vasilutsa
Vasilutsa  è un cratere sulla superficie di Venere.